# Markku Kivinen (skulptör)
Markku Tapio Kivinen, född 9 juni 1961 i Kauhava, är en finländsk skulptör. 
Kivinen studerade 1977–1980 vid Kankaanpää konstskola. Han arbetar i sina skulpturer med mångskiftande material såsom stål, bly, betong, plast, trä och kartong. Han är känd för sina överraskande och humoristiska kombinationer av föremål, så kallade readymades, i olika material. Från 1990-talet har hann framträtt som en traditionellare skulptör med vardagliga föremål snidade bland annat i trä, eller stora abstrakta kompositioner av hoplimmade ribbor.